# Xavi Andorrà
Xavier (Xavi) Andorrà Julià (* 7. Juni 1985 in Andorra) ist ein andorranischer Fußballspieler.

## Verein
Xavi Andorrà stand bei verschiedenen Vereinen in Andorra und Spanien unter Vertrag. Seit 2019 spielt er beim FC Andorra für dessen Reservemannschaft.

## Nationalmannschaft
Von 2005 bis 2013 bestritt er für die Nationalmannschaft seines Heimatlandes 25 Länderspiele, in denen er allerdings kein Tor erzielte. Sein Länderspieldebüt gab er am 4. Juni 2005 gegen Tschechien; danach wurde er allerdings erst am 2. Juni 2007 gegen Russland wieder eingesetzt.